# Three Women (pel·lícula de 1924)
Three Women, també titulada “Die Frau, die Freundin und die Dirne” és una pel·lícula muda dirigida per Ernst Lubitsch i protagonitzada per May McAvoy, Pauline Frederick i Marie Prevost. Estrenada el 18 d'agost de 1924, va ser la segona pel·lícula de Lubitsch per a la Warner Bros, just després de “The Marriage Circle”.

## Argument
Edmund Lamont és un faldiller que, per tal de poder evitar la persecució dels seus creditors, sedueix Mabel Wilton una vídua amb una fortuna de tres milions de dòlars. Ja estan a punt de casar-se i Edmund necessita urgentment 100.000 dòlars que aconsegueix amb moltes reticències per part de Mabel. En aquell moment apareix la filla de Mabel, Jeanne, de 18 anys i Lamont s'assabenta que aquesta heretarà la meitat de la fortuna de Mabel el dia del seu casament. Edmund decideix canviar d'objectiu i seduir Jeanne. Després de posar a Jeanne en una posició compromesa que fa inevitable el matrimoni. Poc després, però, Jeanne descobreix que el seu marit no li és fidel i porta molt de temps involucrat amb una altra dona. La dona, Harriet, fa saber a Jeanne que Lamont ja havia seduït la seva pròpia mare abans de ser el seu amant. Mabel, mentrestant, intenta convèncer Lamont que accepti divorciar-se de Jeanne, però ell amenaça en muntar un escàndol. Mabel acaba matant Edmund, però quan revela els antecedents d'aquest al tribunal, és absolta. Jeanne és ara lliure de casar-se amb l'home que estima realment, el jove doctor Fred Armstrong.

## Repartiment
- May McAvoy (Jeanne Wilton)
- Pauline Frederick (Mrs. Mabel Wilton)
- Marie Prevost (Harriet)
- Lew Cody (Edmund Lamont)
- Willard Louis (Harvey Craig)
- Pierre Gendron (Fred Armstrong)
- Mary Carr (la mare)
- Raymond McKee (l'amic de Fred)
- Jane Winton (convidada al ball)
- Max Davidson (joier, no acreditat)
- Charles Farrell (nen de l'escola, no acreditat)
- George J. Lewis (nen de l'escola, no acreditat)
- Tom Ricketts (criat, no acreditat)
- Rolfe Sedan as Nightclub patron (uncredited)